# توماس سيمبسون

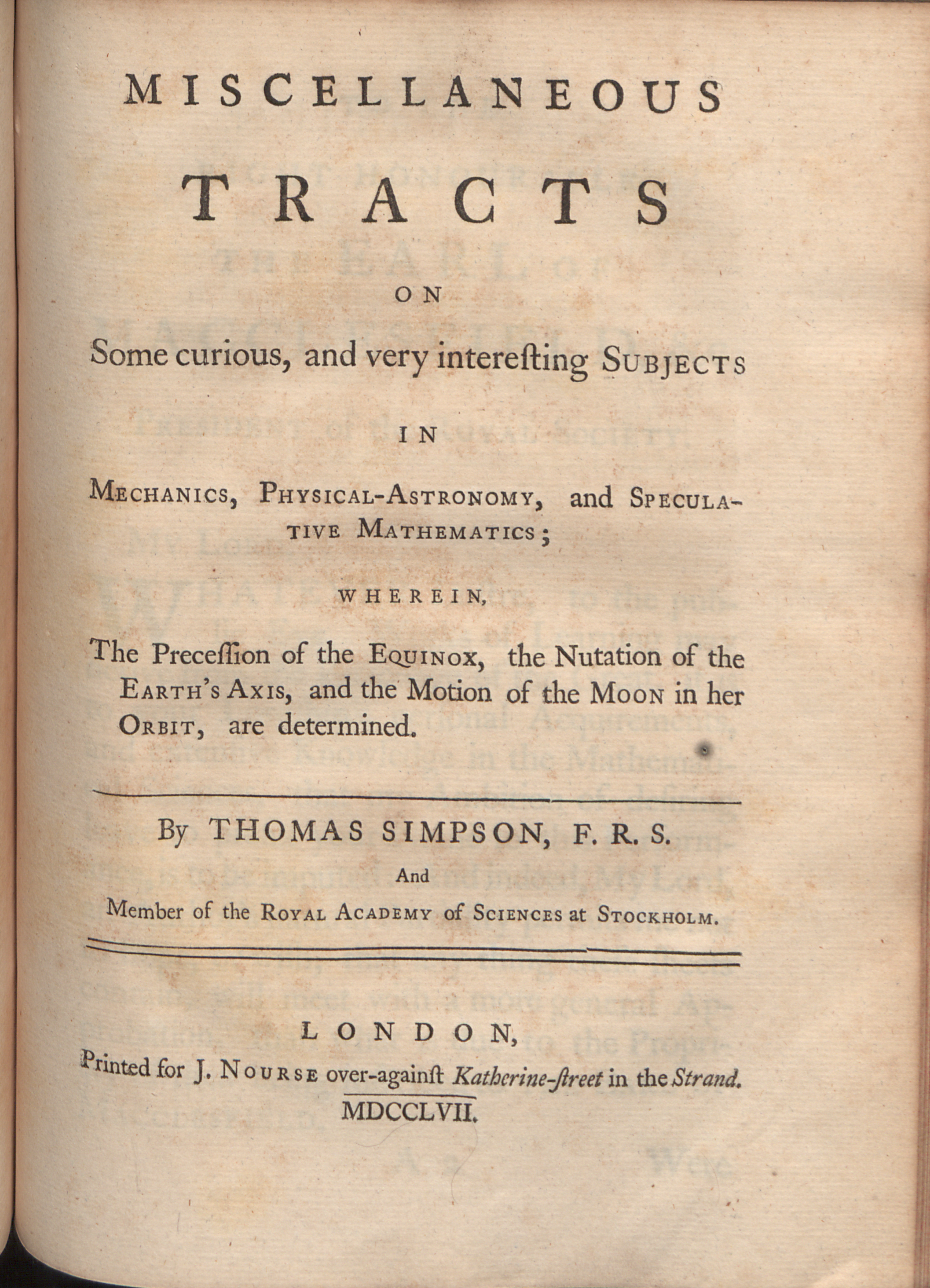
Miscellaneous tracts, 1768

توماس سيمبسون (بالإنجليزية: Thomas Simpson)‏ عالم رياضيات بريطاني عصامي طور نفسه خلال سنواته الأولى بكونه حائكا (نساجا). وكان اهتمامه الأساسي بنظرية الاحتمالات ، على الرغم من أنه عام 1750م نشر كتابين حول حساب التفاضل والتكامل بعنوان مبدأ وتطبيق الجريان. ثم تحول اهتمامه إلى علم التنجيم بعد رؤيته كسوف الشمس. وفي سنة 1758م انتخب سمبسون كعضو أجنبي في أكاديمية العلوم الملكية السويدية . ومن الجدير بالذكر أن قاعدة سمبسون المسماة باسمه استخدمت قبل 100 سنة من قبل Johannes Kepler حيث يطلق في ألمانيا على هذه القاعدة بـ Keplersche Fassregel توفي سنة 1761 ودفن في Sutton Cheney .